# Jérôme Vermer
Jérôme Vermer, né le 23 mai 1978 à Bruxelles, est un philosophe, scénariste de bande dessinée et enseignant belge, connu comme auteur des best-sellers Philocomix.

## Biographie
Jérôme Vermer naît le 23 mai 1978 à Bruxelles,. Il fait des études de Lettres et de journalisme. Il est titulaire d'une agrégation en philosophie de l'Université libre de Bruxelles. Il commence sa carrière dans l'édition comme product manager pour Philippe Geluck et project manager pour le compte des éditions Flammarion/Casterman tout en poursuivant ses recherches sur l'enseignement des grandes questions éthiques et métaphysiques. En juillet 2020, il poursuit ses recherches en phénoménologie.
Il collabore avec Jean-Philippe Thivet pour écrire le scénario des trois tomes de la série de bande dessinée Philocomix. Le premier volume intitulé : 10 philosophes 10 approches du bonheur est dessiné par Anne-Lise Combeaud, est publié aux éditions parisiennes Rue de Sèvres avec un tirage initial de 18 000 exemplaires en 2017. Cette bande dessinée humoristique et édifiante porte sur les racines de la recherche du bonheur. Pour Jérôme Vermer, le bonheur est un état de satisfaction totale, absolue. Cet état de satisfaction est une quête incessante, mais « le bonheur est peut-être aussi à trouver dans la quête, justement ». En 2020, il livre Dix nouvelles approches du bonheur qu'il résume par « N’oublie pas, c’est toi qui définis qui tu es. Et c’est une chance ! Tout est possible ! ». Deux ans plus tard, sort le troisième volet Métro, boulot, cogito dessiné par M. la Mine. La série est traduite en huit langues.
Leur dernière collaboration Libres de penser : dix femmes, dix vies philosophiques est publiée chez le même éditeur en 2023. L'ouvrage part du constat de l’absence, à quelques exceptions près, de femmes dans les trois tomes de leur histoire de la philosophie en bande dessinée. Avec l’aide de l’historienne Anne Idoux-Thivet (bg) et de la dessinatrice Marie Dubois, ils racontent dans ce roman graphique les vies de dix femmes philosophes dont Louise Michel, Nathalie Sarraute ou Simone de Beauvoir. Selon Daniel Couvreur, dans Le Soir : « [...] l’ouvrage tire de l’ombre de beaux esprits, forts et lumineux ».
En 2018, Jérôme Vermer est invité dans le cadre du cycle des conférences de La Libre Belgique à discourir sur les voies du bonheur,. Lors du Festival du Livre de Paris, il entame un dialogue avec Raphaël Enthoven au Grand Palais éphémère, le 21 avril 2023,.
Parallèlement, Jérôme Vermer enseigne à l’EPHEC et à la Haute École de Namur-Liège-Luxembourg (Hénallux).

### Vie privée
Il réside à Bruxelles en 2020.

## Œuvre

### Albums de bande dessinée

#### Philocomix
- 1. 10 philosophes 10 approches du bonheur[18],[19],[20],[21],[22], Rue de Sèvres, Paris, 23 août 2017
Scénario : Jean-Philippe Thivet, Jérôme Vermer - Dessin et couleurs : Anne-Lise Combeaud -  (ISBN 978-2-369-81367-5)
- 2. Dix nouvelles approches du bonheur - Pour être heureux ensemble[23],[24],[25] !!!, Rue de Sèvres, Paris, 3 juin 2020
Scénario : Jean-Philippe Thivet, Jérôme Vermer - Dessin et couleurs : Anne-Lise Combeaud -  (ISBN 978-2-369-81923-3)
- 3. Métro, boulot, cogito[26],[27],[28], Rue de Sèvres, Paris, 21 septembre 2022
Scénario : Jean-Philippe Thivet, Jérôme Vermer - Dessin et couleurs : M. la Mine -  (ISBN 978-2-8102-0131-0)

### Romans graphiques
- Libres de penser - Dix femmes, dix vies philosophiques[29],[30],[31],[32], Rue de Sèvres, Paris, 1 mars 2023
Scénario : Anne Idoux-Thivet, Jean-Philippe Thivet, Jérôme Vermer - Dessin et couleurs : Marie Dubois -  (ISBN 978-2-8102-0339-0)

#### Livres
: document utilisé comme source pour la rédaction de cet article.
- Philippe Mellot, Michel Denni, Laurent Turpin et Isabelle Morzadec, Trésors de la bande dessinée : BDM 2025-2026 - Catalogue encyclopédique et Argus, Paris, Les Arènes, novembre 2024, 24e éd., 1839 p., ill. ; 23 cm (ISBN 979-10-37512-61-1, OCLC 1478218824, présentation en ligne), p. 831, 1093. .

#### Articles
- Jérôme Vermer (interviewé par Dorothée Faraon), « Interview : bonheur et philosophie avec Jérôme Vermer, l’auteur de Philocomix », Culturius,‎ 2 novembre 2022 (lire en ligne, consulté le 5 janvier 2025).
- Jérôme Vermer (interviewé), « Philo, bonheur et travail », Ambitions et Perspectives, EPHEC,‎ 3 septembre 2024 (lire en ligne, consulté le 5 janvier 2025).
- Jérôme Vermer et Jean-Philippe Thivet (interviewés par Aurore Vaucelle), « "Métro, boulot, cogito"… Mais "cogito", c'est quand j'ai le temps », La Libre Belgique,‎ 2 janvier 2023, p. 36-37 (lire en ligne , consulté le 14 juillet 2025).

#### Périodiques
- Olivier Van Vaerenbergh, « Philo et BD, l'union sacrée », Le Vif/L'Express,‎ 18 février 2023 (lire en ligne , consulté le 5 janvier 2025).

### Vidéographie
- [vidéo] « Raphaël Enthoven, Jérôme Vermer et Anne-Lise Combeau - Festival du Livre de Paris 2023 », sur YouTube, 19 mai 2023
- [vidéo] « S14 : L'œuvre de quatre femme d'écriture à travers le prisme de la phénoménologie - Jérôme Vermer », sur YouTube, 17 mai 2024